# Pikes Peak International Raceway
Ne pas confondre le tracé de la course de côte Pikes Peak International Hill Climb.
Le Pikes Peak International Raceway connu aussi sous le nom de PPIR est un circuit de sports mécaniques situé à Fountain, dans le Comté d'El Paso, dans l'État du Colorado aux États-Unis.